# Shaanxinus rufus
Shaanxinus rufus är en spindelart som beskrevs av Andrei V. Tanasevitch 2006. Shaanxinus rufus ingår i släktet Shaanxinus och familjen täckvävarspindlar. Inga underarter finns listade i Catalogue of Life.
Arten har fått sitt namn från Shaanxi-provinsen i norra Kina.